# Baróti Dezső
Baróti Dezső (eredetileg Kratofil, Kratochfill) (Torda, 1911. október 2. – Budapest, 1994. szeptember 5.) magyar irodalomtörténész. Atyja Kratofil Dezső pedagógus, öccse Baróti Lajos labdarúgó, edző, szövetségi kapitány.
Az 1956-os forradalom és szabadságharc elítéltje.

## Életpályája
Baróti Lajos labdarúgó, edző testvére. A szegedi egyetemen magyar irodalomtörténet és francia szakon folytatott tanulmányokat, Radnóti Miklós évfolyamtársa volt. Részt vett a Szegedi Fiatalok Művészeti Kollégiumának falukutató munkájában. Sík Sándor, Zolnai Béla és Várkonyi Hildebrand Dezső tanítványa volt. 1939-ben szerzett középiskolai tanári oklevelet. Szegeden volt egyetemi asszisztens 1935 és 1941 között, s munkatársa volt a Magyarságtudomány című folyóiratnál.
1943-ban egyetemi magántanári képesítést szerzett. 1947–1948-ban a kultuszminisztériumban dolgozott. Ezután a Szegedi Tudományegyetemen 1948 és 1957 között a magyar irodalomtörténet tanszékvezető egyetemi tanára, közben egy szemeszteren át (1949/50 első félév) a Pedagógiai Lélektani intézet mb. vezetője 1952–55-ben a Bölcsészettudományi Kar dékáni tisztét is betöltötte, 1955–57 között ő volt a szegedi egyetem rektora. Az 1956-os forradalom és szabadságharcban betöltött szerepe kapcsán menesztették a szegedi egyetem rektori székéből 1957. április 1-jén, 1957. április 26-án letartóztatták és október 1-jén első fokon 2 év 6 hónap börtönbüntetésre ítélték. Börtönből való szabadulása után nehezen tudott elhelyezkedni, végül 1977-ig Budapesten dolgozott a Petőfi Irodalmi Múzeumban, ez évben Móra Ferenc-díjban részesült.
1988-ban a Várkonyi Hildebrand Dezső emlékülésre meghívták Szegedre, s ő emlékbeszédet mondott régi professzoráról. Saját vallomása szerint Várkonyinak mint irodalomtörténész is sokat köszönhetett, az irodalmi művekben előadott érzelmi szempontokra Várkonyi előadásai kapcsán figyelt fel.
1971-ben válogatott irodalmi tanulmányainak a következő címet adta: Irók, érzelmek, stílusok. Az 1990-es években vendégprofesszorként tevékenykedett a párizsi Sorbonne-on. A Farkasréti temetőben helyezték örök nyugalomra.

## Fontosabb művei

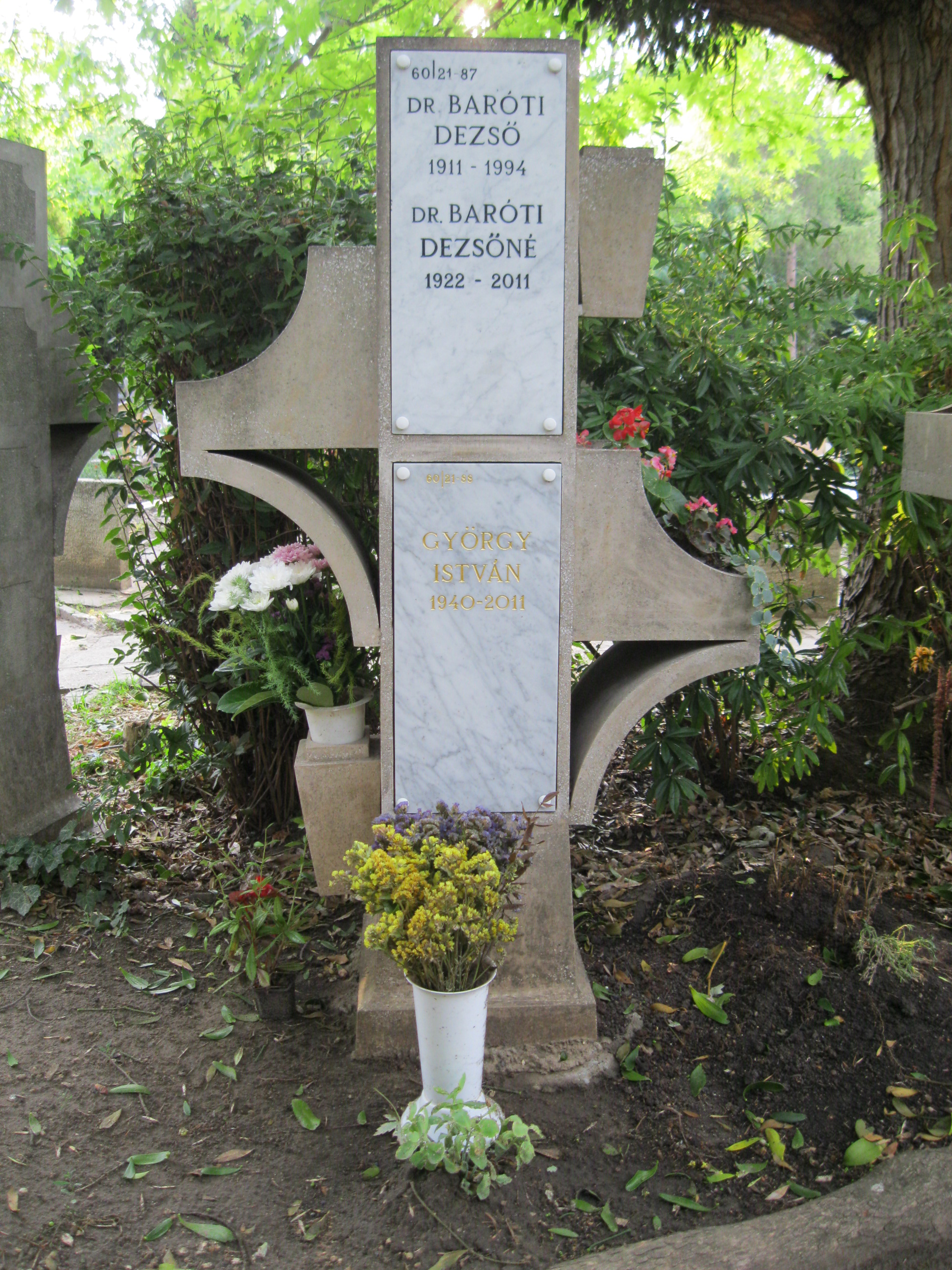
Urnafülkéje a Farkasréti temetőben

### Önálló kötetek
- Baróti Dezső: Juhász Gyula. Tanulmány; Prometheus Nyomda, Szeged, 1933 (Szegedi Fiatalok Művészeti Kollégiuma, 7.)
- Kratochfill Baróti Dezső: Dugonics András és a barokk regény; Magyar Irodalomtörténeti Intézet, Szeged, 1934 (Értekezések a M. Kir. Ferencz József Tudományegyetem Magyar Irodalomtörténeti Intézetéből, 13.)[9]
- Dezső Baróti: Goût prudhommesque dans la littérature française – Biedermeier ízlés a francia irodalomban; s.n., Kolozsvár, 1942 (Études françaises / Ferenc József Egyetem Francia Philológiai Intézet, 21.)[10]
- A felvilágosodás magyar irodalma (1954)
- Baróti Dezső: Írók, érzelmek, stílusok 1971
- Baróti Dezső: Kortárs útlevelére. Radnóti Miklós, 1909-1935; Buday György fametszeteivel és rajzaival; Szépirodalmi, Bp., 1977
- Baróti Dezső–Szántó Tibor: Költők barátja. Tevan Andor emléke; Magyar Helikon, Bp., 1979 (Magyar tipográfia)
- Árnyékban éles fény. Irodalmi tanulmányok; Gondolat, Bp., 1980
- Baróti Dezső: Sík Sándor; Akadémiai, Bp., 1988 (A múlt magyar tudósai)

### Szerkesztések, közreműködések
- Téténynek ékessége melyet versekbe foglalt Dugonics András s most az eredeti kézirat szerint nyomtatásban kibocsájt Baróti Dezső; Dugonics Társaság, Szeged, 1941
- Érzelem és okosság. A magyar próza a felvilágosodás korában;[11]
- Magyar írók Katona Józsefig; összeáll. Baróti Dezső és Gerézdi Rabán; Cserépfalvi, Bp., 1945 (Magyar Pedagógusok Szakszervezete magyar irodalmi tankönyvei, 7.)
- Fazekas Mihály: Lúdas Matyi. Komikus elbeszélés; előszó Baróti Dezső; Irodalmi és Művészeti Intézet, Bp., 1948
- Péter László: Mészöly Gedeon munkássága. Bibliográfia; bev. Baróti Dezső; Szegedi Nyomda, Szeged, 1955 (A Szegedi Egyetemi Könyvtár kiadványai, 38.)
- Radnóti Miklós, 1909-1944;[12] szerk. Baróti Dezső, bev. Ortutay Gyula; Magyar Helikon, Bp., 1959 (A Petőfi Irodalmi Múzeum kiadványai, IV.)
- Illyés Gyula. Tanulmányok a költőről; szerk. Illés László, közrem. Baróti Dezső; NPI, Bp., 1972
- Illyés Gyula: Obed v kaštieli [Ebéd a kastélyban]; ford. Elena Androvičová, bev. Baróti Dezső, ill. Pavol Blažo; Smena, Bratislava (Pozsony), 1973
- Ady Endre: Az elhagyott kalóz-hajók; bemutatja Baróti Dezső; Magyar Helikon, Bp., 1977 (Kézirattár)
- Radnótitól, Radnótiról; összeáll. Z. Szabó László, előszó Baróti Dezső; Tankönyvkiadó, Bp., 1985
- A rokokó; vál., bev. Baróti Dezső; Gondolat, Bp., 1986
- Hulesch Ernő: Stációk. Dokumentumriport Radnóti Miklósról; előszó Baróti Dezső; Megyei Lapkiadó Vállalat, Győr, 1989 (Műhely-könyvek)
- Középiskolai irodalmi tankönyvek

### Fordítások
- Henri Agel: Vittorio de Sica; ford. Baróti Dezső; Magyar Filmtudományi Intézet és Filmarchívum, Bp., 1960 (Filmművészeti könyvtár, 2.)
- Firmin Gémier: Színház és világnézet. Beszélgetések 1925-ből; ford., bev. Baróti Dezső; Színháztudományi Intézet, 1960 (Korszerű színház, 11.)
- André Bazin: Válogatott filmesztétikai tanulmányok; vál., ford. Baróti Dezső; Magyar Filmtudományi Intézet és Filmarchívum, Bp., 1961 (Filmművészeti könyvtár)
- Szürrealizmus a filmművészetben; szerk. Karcsai Kulcsár István, bev. Gyertyán Ervin, ford. Baróti Dezső; Magyar Filmtudományi Intézet és Filmarchívum, Bp., 1972 (Filmművészeti könyvtár, 44.)
- André Bazin: Tanulmányok a filmművészetről; vál., szerk. Zalán Vince, ford. Baróti Dezső többekkel; Magyar Filmtudományi Intézet és Filmarchívum, Bp., 1977 (Filmművészeti könyvtár)

## 1956-os szerepe
Baróti Dezső 1956 őszén a Szegedi Tudományegyetem rektora volt. Ennek következtében már a MEFESZ alakuló ülésétől kezdve (1956. október 16.) az események központjában találta magát. Részt vett a megalakuló József Attila-kör munkájában is. Mindig a diákság követelései mellett nyilatkozott, kiállt hallgatói mellett. Az október 25-i diáktüntetés idején, amikor a diákok közül többen megsérültek, illetve a vízágyúzás miatt csuromvizesek lettek, hivatali autójával menekítette a nőket. Aláírásával támogatta az egyetemi professzorok példátlan felhívását, amelyben a világ egyetemeinek segítségét kérték az orosz intervenció idején.
1957. április 27-én fogták el. A perirat szerint bűnös, „a népi demokratikus államrend ellen folytatólagosan elkövetett gyűlöletre való izgatás bűntettében”. A „bűntett” legfontosabb elemei a következők voltak: részvétel a diákok gyűlésein és tüntetésein, ígéret az orosz nyelv fakultatívvá tételére, a marxizmus-leninizmus tantárgy óraszámának csökkentésére, a Sztálin-szobor eltávolítására, a Sztálin körút (később Lenin, ma Tisza Lajos körút) átnevezésére. A MEFESZ anyagi és erkölcsi támogatása is a vádpontok közé került. A perirat elismerte, hogy a tüntetőket (a tüntetéseken általában az első sorban haladt) igyekezett a szélsőséges lépésektől és megnyilvánulásoktól visszatartani. November 1. után azonban az egyetemi tisztogatások egyik propagátora volt, ő utasította Nyíri Antal bölcsészkari dékánt Mérei Gyula, Karácsonyi Béla és Székely Lajos felfüggesztésére. Ugyanezen a napon a marxista tanszékek működését is ő függesztette fel.
Utolsó rektori tetteként 1957. március 15-én beszédet mondott, amelyben a diákokat akarta a csüggedéstől óvni. Ez a beszéd is a vádirat része lett végül; nyolc hónapi előzetes letartóztatás után 2,5 évre ítélték el, ezt egy évre leszállították, majd felfüggesztett börtönbüntetésre ítélték. A tanári pályára nem térhetett vissza.

## Díjak, címek
- Magyar Szabadságrend (1947)
- Miniszteri tanácsos (1947)
- Móra Ferenc-emlékérem (1977)
- Toldy Ferenc-díj (1987)
- Professor emeritus (1990)
- A József Attila Tudományegyetem díszdoktora (1991)

## Emlékezete
- Emléktáblát avattak tiszteletére a Szegedi Tudományegyetem Bölcsészettudományi Karán az Auditórium Maximum falán 2012. október 12-én, az ünnepség mentorai voltak Mészáros Rezső rektor és Csernus Sándor dékán.